# Holland (Indiana)
Holland és una població dels Estats Units a l'estat d'Indiana. Segons el cens del 2000 tenia 695 habitants.

## Demografia
Segons el cens del 2000, Holland tenia 695 habitants, 270 habitatges, i 190 famílies. La densitat de població era de 766,7 habitants/km².
Dels 270 habitatges en un 36,3% hi vivien nens de menys de 18 anys, en un 58,9% hi vivien parelles casades, en un 8,1% dones solteres, i en un 29,3% no eren unitats familiars. En el 26,3% dels habitatges hi vivien persones soles el 14,1% de les quals corresponia a persones de 65 anys o més que vivien soles. El nombre mitjà de persones vivint en cada habitatge era de 2,57 i el nombre mitjà de persones que vivien en cada família era de 3,12.
Per edats la població es repartia de la següent manera: un 28,6% tenia menys de 18 anys, un 7,9% entre 18 i 24, un 29,4% entre 25 i 44, un 18,8% de 45 a 60 i un 15,3% 65 anys o més.
L'edat mediana era de 35 anys. Per cada 100 dones de 18 o més anys hi havia 97,6 homes.
La renda mediana per habitatge era de 35.500$ i la renda mediana per família de 44.271$. Els homes tenien una renda mediana de 30.833$ mentre que les dones 21.563$. La renda per capita de la població era de 16.179$. Entorn del 5% de les famílies i el 9,2% de la població estaven per davall del llindar de pobresa.

## Poblacions més properes
El següent diagrama mostra les poblacions més properes.